# Køkkenhaven i en dybfrosttid
Køkkenhaven i en dybfrosttid er en dansk dokumentarfilm fra 1964 instrueret af Ernst Møholt og Carl Otto Petersen og efter manuskript af Grethe Holmgård, Anna Rønnow og A. Klougart.

## Handling
Knapheden på arbejdskraft og den udbredte anvendelse af dybfrysning i de almindelige husholdninger bør medføre en forenkling af køkkenhaven. Anvisning på dyrkning af de mest værdifulde afgrøder.